# 469366 Watkins
469366 Watkins è un asteroide della fascia principale. Scoperto nel 2001, presenta un'orbita caratterizzata da un semiasse maggiore pari a 2,9304199 au e da un'eccentricità di 0,5444047, inclinata di 11,11375° rispetto all'eclittica.